# Той, хто біжить по лезу (відеогра, 1997)
Blade Runner — відеогра, розроблена компанією Westwood Studios, заснована на однойменній стрічці 1982 року. Видана у 1997 році, гра рекламувалася як «перша тривимірна пригодницька гра реального часу». Гра не є прямою адаптацією, події розгортаються паралельно основному сюжету оригінального фільму, інколи перетинаючись з ним.
Гра розповідає історію про Рея МакКоя, детектива з елітного підрозділу. Йому поставлено завдання зловити групу реплікантів (андроїдів, зроблених засобами біоінженерії такими, що важко відрізнити від живих людей). Кілька персонажів з оригінального фільму присутні у грі, але Рік Декарт тільки як відсилка.
Blade Runner — одна з перших ігор, що використовує тривимірний рендеринг персонажів та у якій дія відбувається у реальному часі (на відміну від очікування дій гравця). Через проблеми зображення великої кількості полігонів, Westwood Studios розробила рушій, що використовує воксельну технологію програмного рендерингу.
Гра отримала схвальні відгуки, була комерційно успішною (більше мільйона проданих копій). Гра отримала нагороду «Комп'ютерна пригодницька гра року» та номінована на «Кращу пригодницьку гру» журналом PC Gamer. Virgin Interactive бажала, щоб Westwood Studios зробили продовження але умови виявилися комерційно невигідними, ідею було відкинуто.

## Геймплей
Blade Runner — пригодницька гра з видом від третьої особи. Взаємодія з ігровим середовищем відбувається за допомогою комп'ютерної мишки. Основний фокус у грі більше на детективній роботі, ніж на загадках або стрільбі. Більшу частину часу гравець шукатиме докази, опитуватиме свідків, аналізуватиме докази.
Важливою є взаємодія з машиною Voight-Kampff, що має змогу розрізнити реплікантів. Всі забрані докази, допити та матеріали зберігаються у персональному кишенькову асистенті (Knowledge Integration Assistant) МакКоя. При повторному проходженні гри є можливість вимкнути репліки персонажів, які не стосуються сюжету (Designer's Cut).

## Сюжет
Зі вступного ролику перед початком гри:

Лос-Анджелес, рік 2019-й. В не такому вже й далекому майбутньому сталося те, що мало статися. Вибухнула Третя Світова війна. У ній не було переможців і переможених. Програли всі. Флора і фауна Землі були практично знищені, більшість видів тварин і рослин піддалися страшним мутаціям і становили небезпеку для людини. Населення планети зменшилося в кілька разів. Вулиці міст спустошені; на околицях і під землею оселилися страшні мутанти, яких презирливо називають «особливі». Але не в цих нікчемних люди побачили для себе основну небезпеку. Був ще один вид «мутантів» — отримані шляхом генної інженерії напівлюди. Їх використовували на найважчій праці, куди не хотіла йти ні одна людина — на далеких планетах. Виробництво таких універсальних рабів приносило корпорації-монополісту і її засновнику, доктору Тайрелу, величезні прибутки. Залишалися гроші й на подальші дослідження. До 2019 року було випущено вже шосте покоління цих «роботів» під кодовою назвою Nexus 6. Зовні, ні по поведінці, ні за манерами, ні по голосу, їх нічим не можна було відрізнити від людей. У цій серії були не тільки солдати, а й «розважальні» моделі, призначені для найнеймовірнішого застосування. Але саме з шостим поколінням і почалися справжні проблеми. Почастішали втечі реплікантів (так називали отриманих генетичним шляхом моделей) на Землю. Вони не мали до людей особливо дружніх почуттів, а агресивність була багатьом прищеплена ще з «народження». І суспільство почало бачити своїх справжніх ворогів в них. Був сформований спеціальний загін для боротьби з реплікантами — «ті, що біжать по лезу». Вбивство репліканта називали не стратою. Це було звільнення.

### Персонажі
- Рей «Лис» МакКой (Ray «The Fox» McCoy) — головний персонаж гри. Вовк-одинак, робота — його життя.
- Лейтенант Гузза (Lt. Guzza) — безпосередній начальник МакКоя.
- Кристал Стіл (Crystal Steele) — руда колега МакКоя, одна з небагатьох жінок мисливців на реплікантів, постійно смалить Lucky Strike та вправляється у стрільбі. Проявляє симпатію до МакКоя. В деяких варіантах сюжетної лінії допомагає МакКою в загрозливих ситуаціях, в інших — смертельний ворог. Епізодично з'являється протягом гри.
- Гафф (Gaff) — «той, що біжить по лезу», старомодно вдягнений мисливець за реплікантами, любить давати поради іншим та лізти не в своє діло. Епізодично з'являється протягом гри.
- Рансітер (Runciter) — власник розгромленого реплікантами зоомагазину.
- Люсі Девлін (Lucy Devlin) — дівчинка з рожевим волоссям. Помічниця Рансітера, в залежності від сюжетної лінії може бути як людиною, так і реплікантом.
- Гордо Фриз (Gordo Frizz) — комік у червоному. Епізодично з'являється протягом гри. В залежності від сюжетної лінії може бути як людиною, так і реплікантом.
- Маркус Ейзендулер (Marcus Eisenduller) — великий товстий чоловік, доктор генетики. За сюжетом, його вбивають репліканти у стінах корпорації «Тайрел».
- Спенсер Григорян (Spencer Grigorian) — вірменин, підозрюваний у справі вибуху фабрики, котре розслідує Кристал Стіл.
- Ізо (Izo) — японець, власник магазина з продажу вживаних речей, займається нелегальною торгівлею зброєю. В залежності від сюжетної лінії може бути як людиною, так і реплікантом.
- Кловіс (Clovis) — реплікант, організатор банди реплікантів. Вважає Дектору своєю подругою, а Люсі — донькою. Завжди за кулісами, з'являється під кінець гри.
- Садик (Sadik) — темношкірий спеціаліст зі зброї та вибухівки. Має атлетичну будову тіла. В залежності від сюжетної лінії може бути як людиною, так і реплікантом.
- Елдон Тайрел (Eldon Tyrell) — голова корпорації «Тайрел», що займається виготовленням реплікантів.
- Хауі Лі (Howie Lee) — власник суші-бару, приятель МакКоя.
- Зубен (Zuben) — реплікант, кухар в барі Хауі.
- Рейчел (Rachael) — реплікант, особистий секретар Тайрела.
- Мораджі (Moraji) — японський вчений, розробник технології виготовлення шкіри для реплікантів, працює на корпорацію «Тайрел».
- Боб (Bullet Bob) — власник магазину з продажу зброї. Продає амуніцію МакКою та модифікує його портативний комп'ютер.
- Лютер і Ленс (Luthur, Lance) — сіамські близнюки-репліканти, працюють на Кловіса.
- Джей Еф Себастіан (J.F. Sebastian) — розробник нервової системи для реплікантів та друг близнюків. Живе в покинутому домі.
- Дектора (Dektora) — блондинка-стриптизерша, танцює в барі Ерлі. В залежності від сюжетної лінії може бути як людиною, так і реплікантом.
- Ерлі Кью (Early Q) — хазяїн однойменного стриптиз-клубу.

## Графіка
Використовує розподільчу здатність рівну 640x480. Використовується воксельна графіка, тіні та освітлення. Інтер'єри та середовище кінематографічні. Анімація персонажів здійснена за допомоги захоплення руху. В грі використовується багато сюжетних відеовставок, що типово для проектів Westwood Studios, таких як серія Command & Conquer.